# يراقب دائما: قصة ماربل هورنتس (فلم)
يراقب دائما: قصة ماربل هورنست (بالإنجليزية: Always Watching: A Marble Hornets Story) هو فيلم رعب تم انتاجه في الولايات المتحدة و صدر سنة 2015 من بطولة اليكس بريكنريدج والكسندرا هولدن ودوغ جونز.

## القصة
في رحلتهم للبحث عن قصص اخبارية، يكتشف فريق إخباري في إحدى المدن الصغيرة صندوقًا من أشرطة الفيديو، والذي يحتوي على مجموعة من الشخصيات ترتدي أقنعة على وجوهها وبذلات سوداء وهم يقومون بمطاردة إحدى العائلات مخضعين إياهم لكافة صنوف التعذيب ودافعين بهم إلى حافة الجنون، وبعد فترة يكتشفون أنهم قد أصبحوا مطاردين من قبل سلندرمان.

## وصلات خارجية
- مقالات تستعمل روابط فنية بلا صلة مع ويكي بيانات

- يراقب دائما: قصة ماربل هورنتس على IMDb
- يراقب دائما: قصة ماربل هورنتس على Rotten Tomatos
- يراقب دائما: قصة ماربل هورنتس على Allmovie
- يراقب دائما: قصة ماربل هورنتس على metacritic